# Zaragoza villamosvonal-hálózata
Zaragoza villamosvonal-hálózata (spanyol nyelven: Tranvía de Zaragoza) jelenleg mindössze egy vonalból áll, de tervezik a 2. és a 3. vonal megépítését is. A villamosüzem forgalma 2018-ban 27,8 millió fő volt.

## Története
A városban 1885-től lóvasút üzemelt.
Zaragozának 1902-ben már egy öt fővonalból álló villamoshálózata volt, amit még egy további vonal egészített ki. Néhány évvel később az összes vonalat villamosították.
Az 1950-es évek voltak a zaragozai villamos legjobb napjai. Ekkor volt a hálózat is a legnagyobb kiterjedésű.

### Vonalak
A zaragózai villamoshálózat a legnagyobb kiterjedése idején az 1960-as években:
| Járat | Útvonal                                                 |
| ----- | ------------------------------------------------------- |
| 1     | Plaza de la Constitución ↔ Facultad Veterinaria         |
| 2     | Plaza de la Constitución ↔ El Portillo                  |
| 3     | Plaza de Rocasolano ↔ Paseo de la Independencia         |
| 4     | Plaza de la Constitución ↔ El Picarral                  |
| 5     | Plaza de Rocasolano ↔ Plaza de Huesca                   |
| 6     | Magdalena ↔ Mercado                                     |
| 7     | Plaza de la Constitución ↔ Puerta del Portillo          |
| 8     | Plaza de la Constitución ↔ Cementerio de Torrero        |
| 9     | Plaza de la Constitución ↔ Puente del río Gállego       |
| 10    | San Gregorio ↔ Plaza de la Seo                          |
| 11    | Plaza de la Constitución ↔ Plaza del Emperador Carlos V |
| 12    | Plaza de la Constitución ↔ Avenida de Cataluña          |
| 13    | Plaza de la Constitución ↔ Harinera de Monzón           |
| 14    | Plaza de Huesca ↔ Barrio de Oliver                      |
| 15    | Plaza de la Constitución ↔ Vía Ibérica                  |
| 16    | Plaza de la Constitución ↔ Fábrica de Tudor             |
| 17    | Plaza de la Constitución ↔ Calle de Salvador Minguijón  |

Az 1960-as évektől a villamosrendszer a csekély ráfordítás miatt hanyatlani kezdett és a város fokozatosan áttért az autóbusz-üzemre.
1976. január 23-án eltűnt az utolsó Zaragozai villamosvonal (Parque-San José) is, és a társaság megváltoztatta a nevét Transportes Urbanos de Zaragoza-ra (Zaragoza városi közlekedési társasága).

### A modern villamos születése
2009. június 10-én a Traza consortium-ot, melynek a Tuzsa, a CAF, az FCC Construcción, az Acciona, az Ibercaja és a Concessia voltak a tagjai, kiválasztották az új normál nyomtávolságú villamosvonal megépítésére.
2011. április 19-én az 1-es vonal első üteme megnyílt.
Az 1-es vonal építésének második ütemét 2013 közepén fejezték be.
Két további vonal áll tervezés alatt:
- 2-es vonal (Las Fuentes-Delicias (Zaragoza))
- 3-as vonal (La Jota-Torrero)

## Járművek
Zaragosában 12 CAF Urbos 3 sorozatú villamos üzemel. Az áramellátás 750 voltos felsővezetékről történik.

## Képek

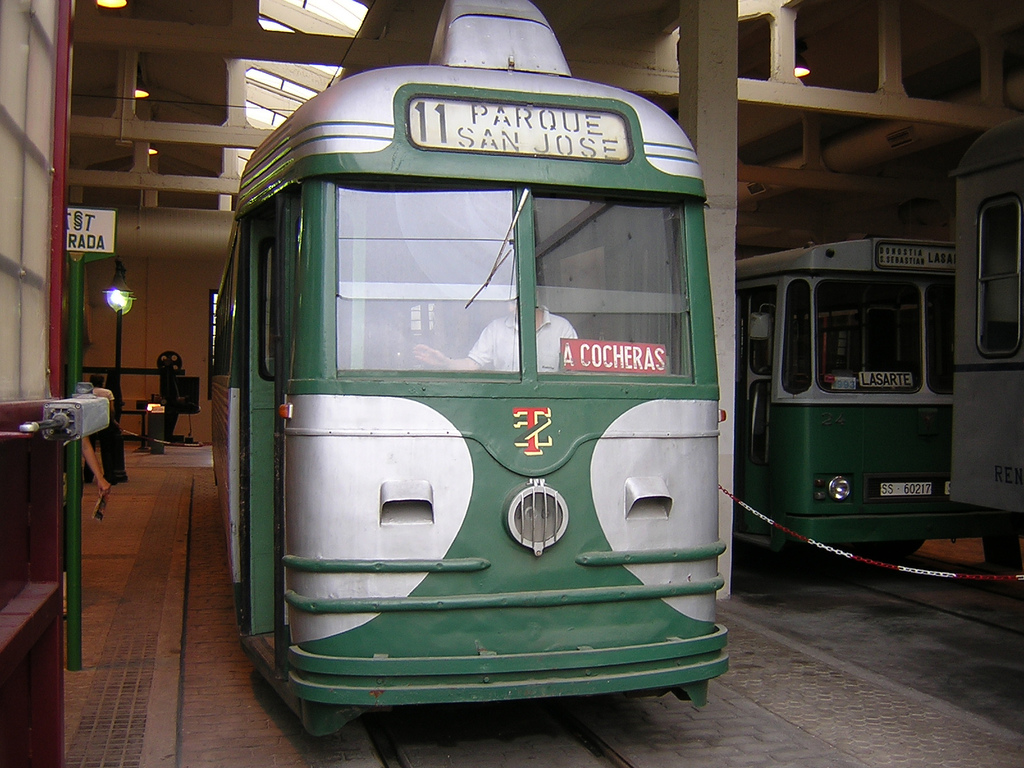
Egykori zaragózai villamoskocsi
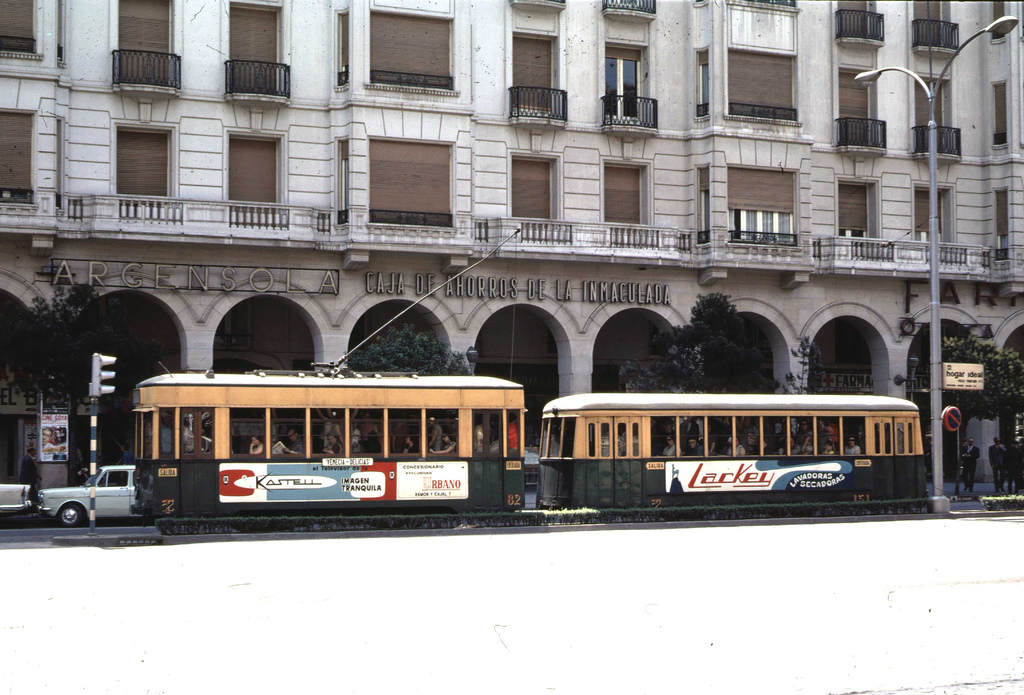
Egykori villamos a városban
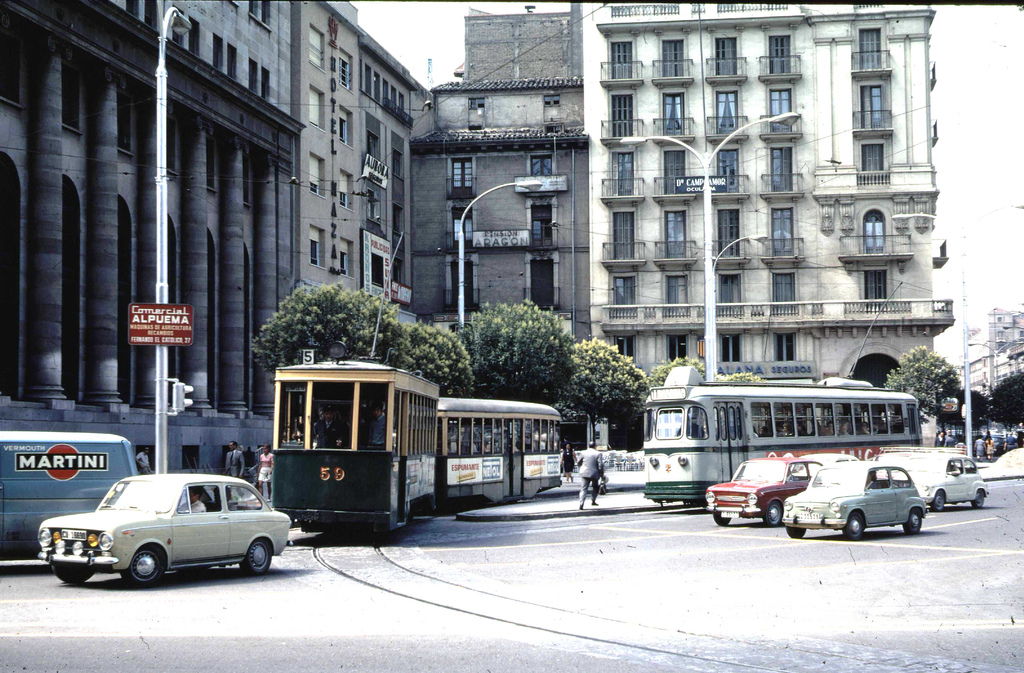
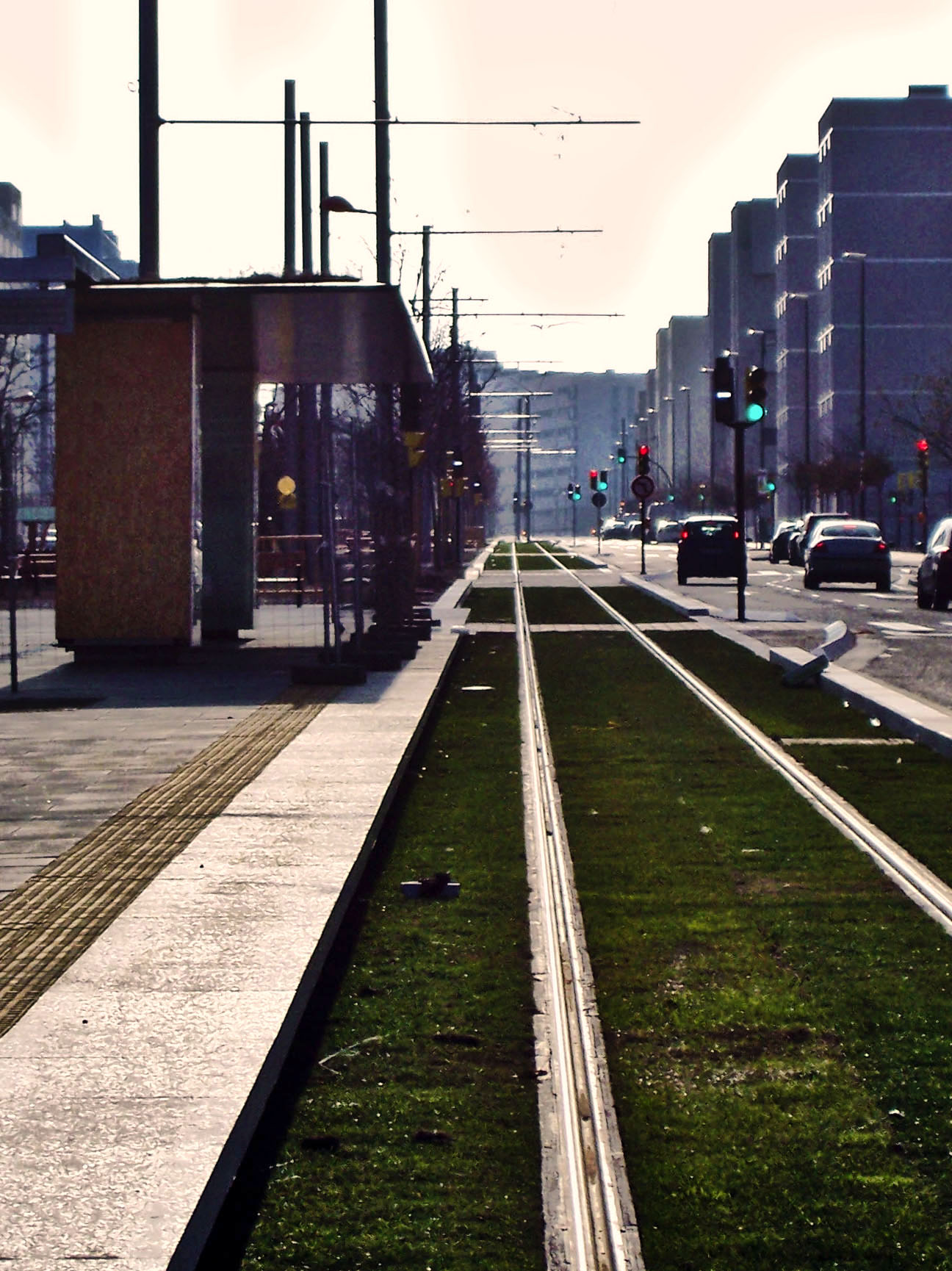
Füvesített villamospálya villamosmegállóval
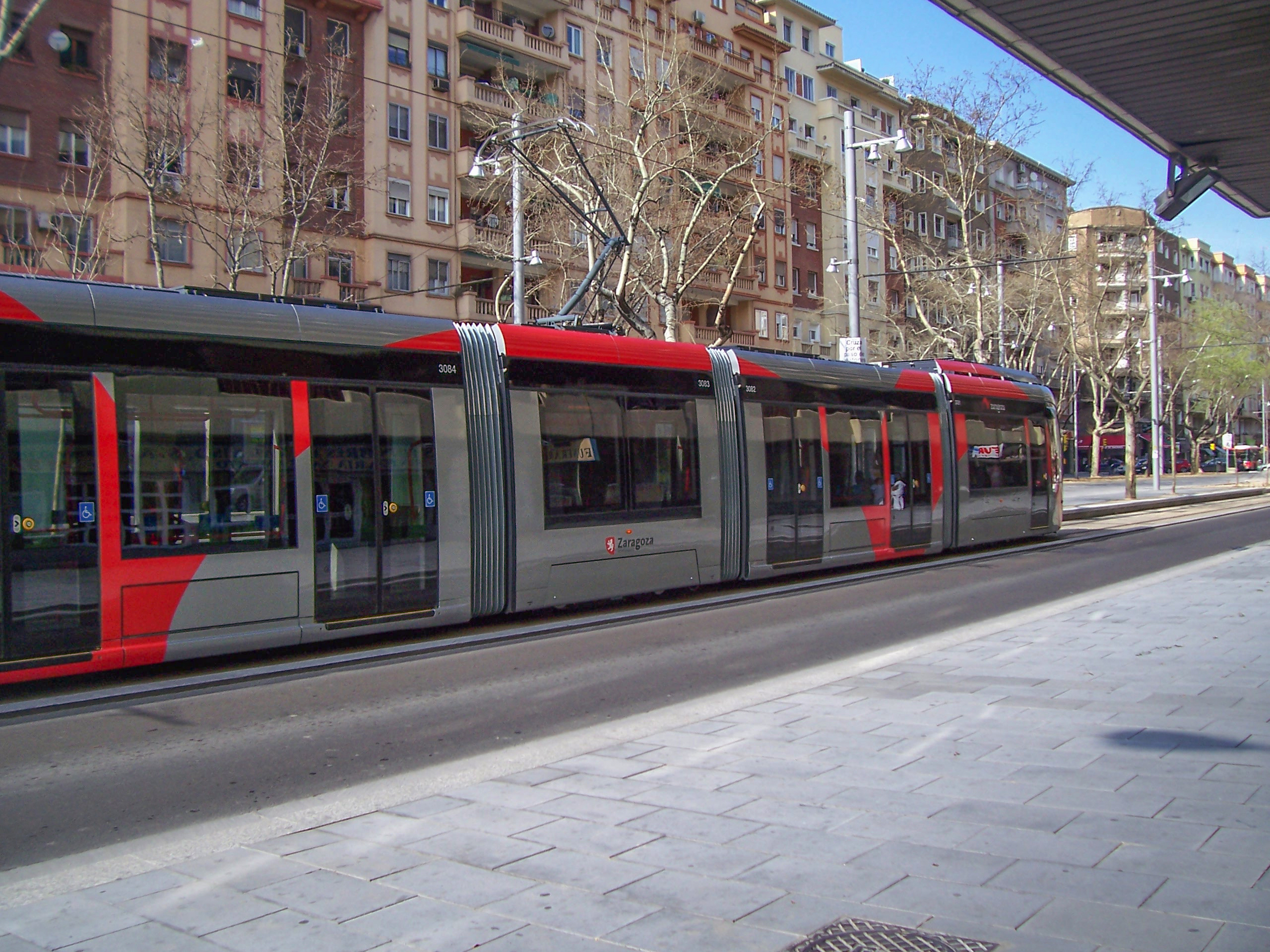
Urbos 3 villamos
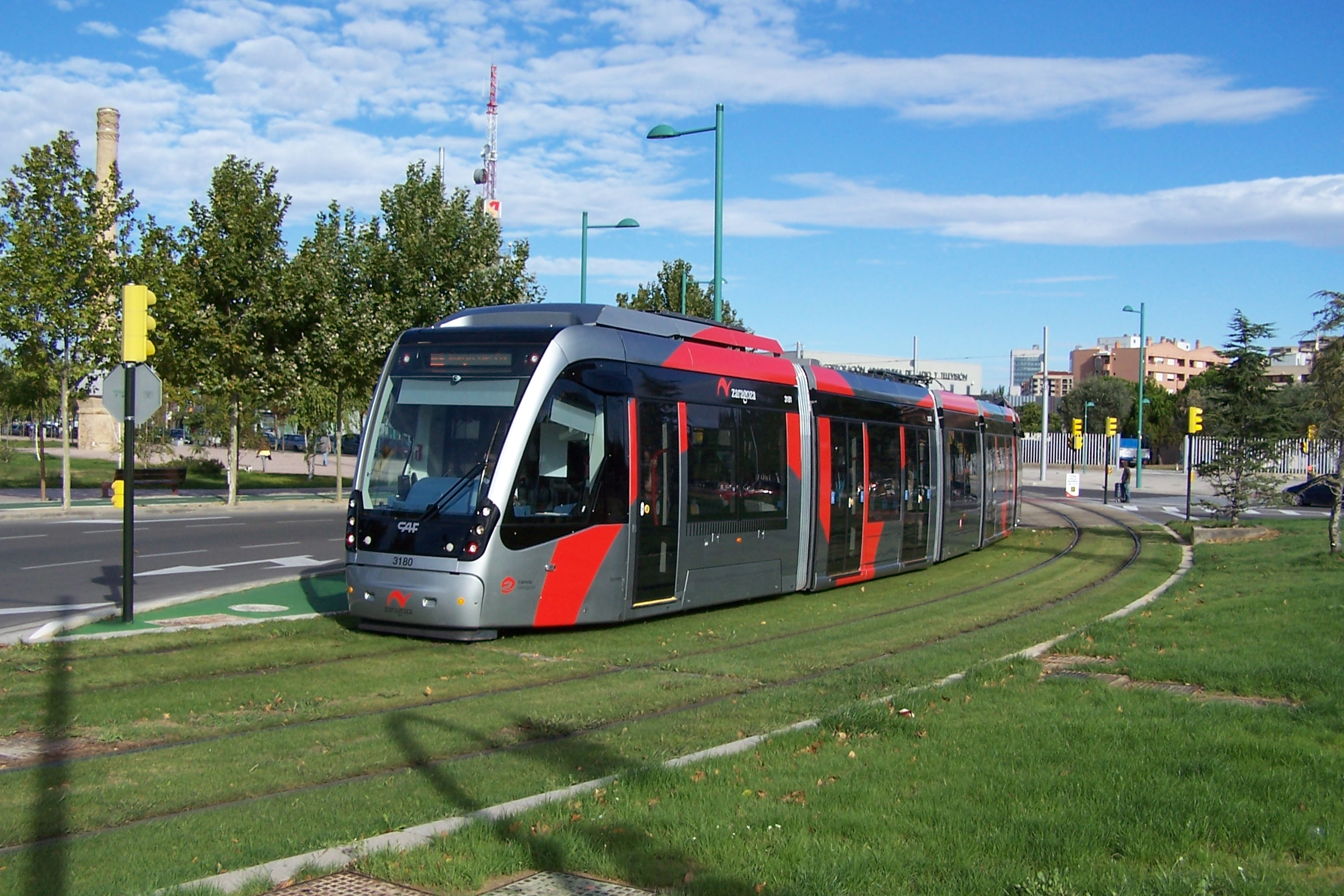
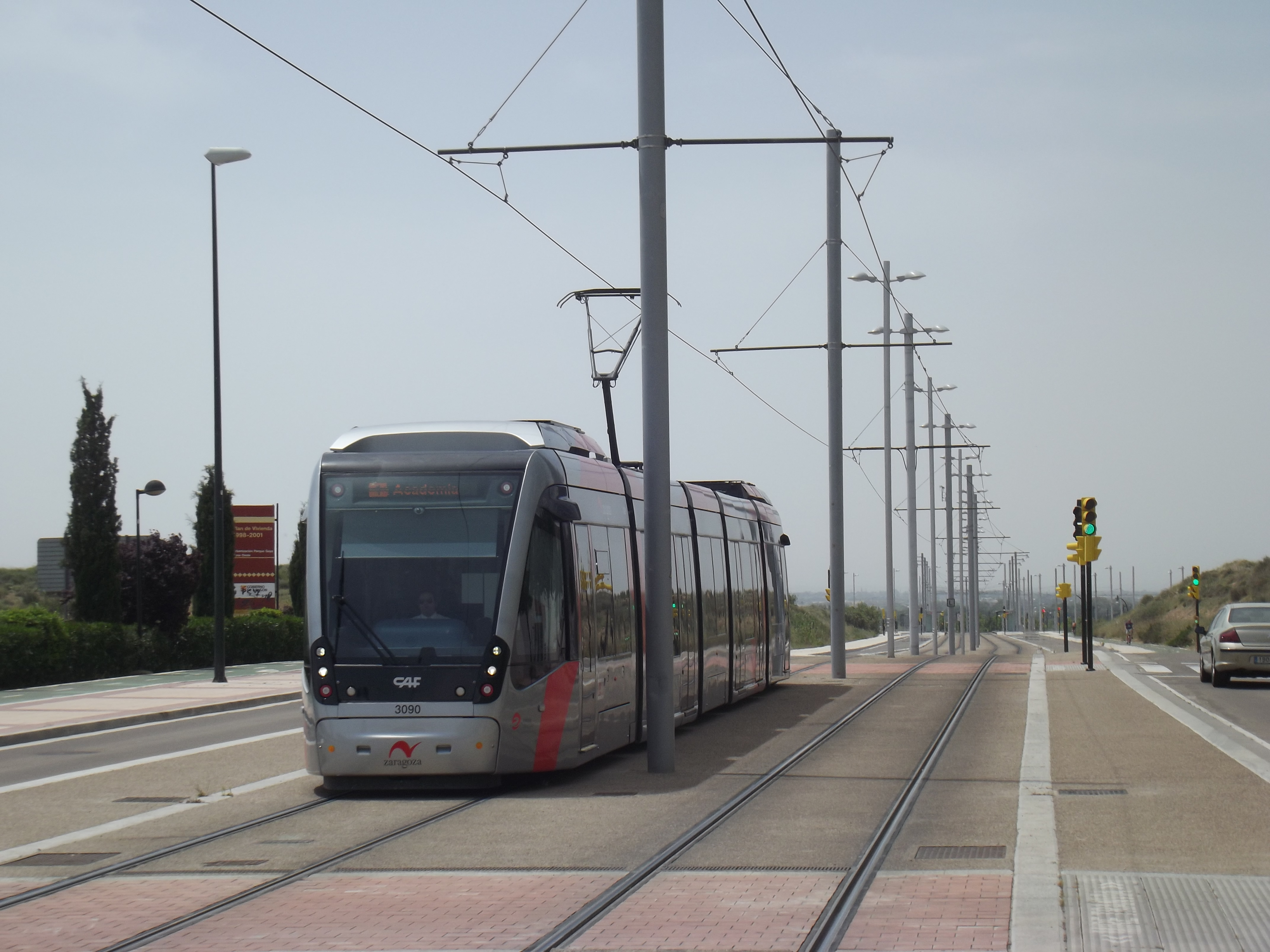
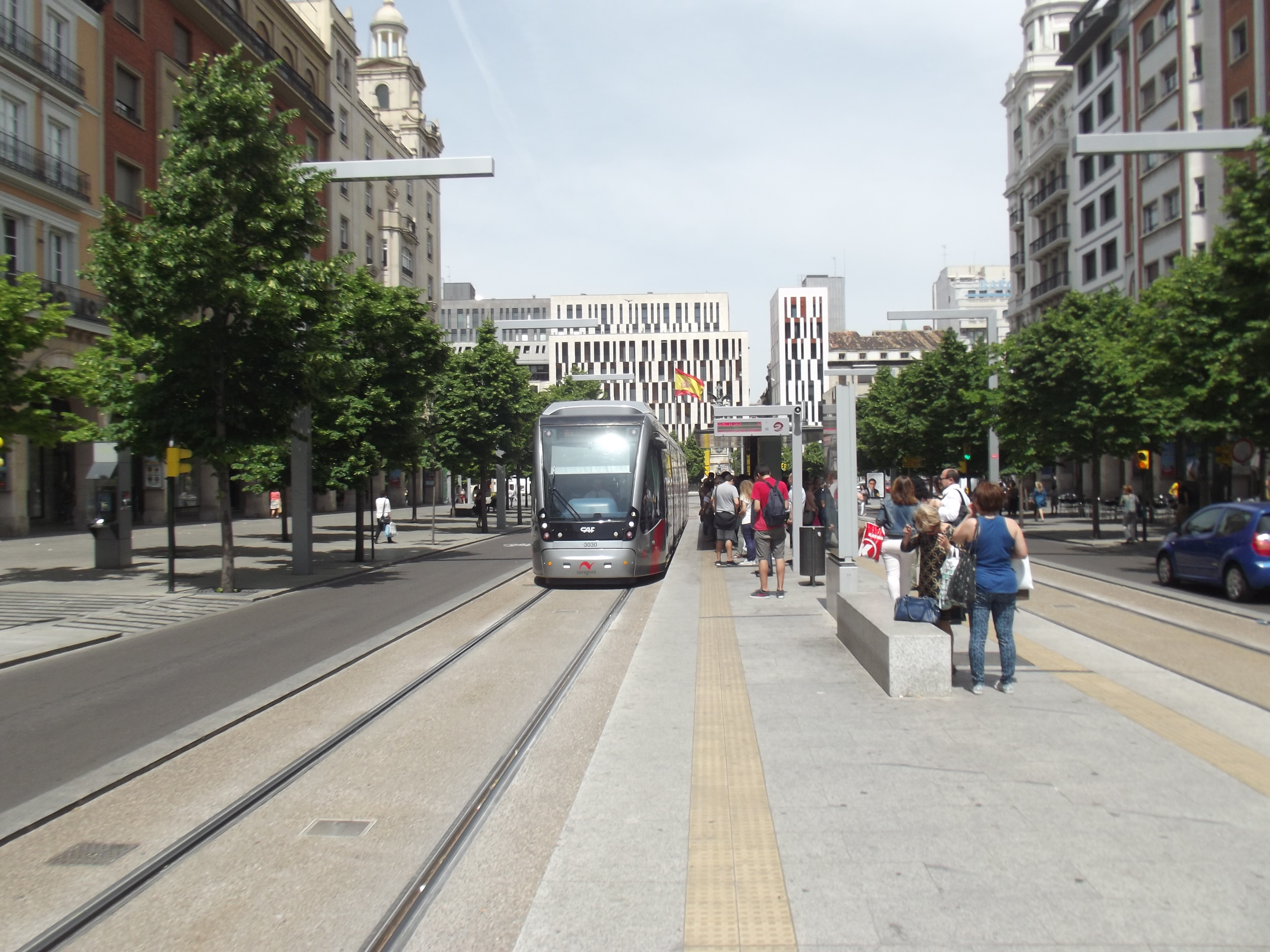